# Późniejsze Liang
Późniejsze Liang (386-403) – jedno z licznych, krótkotrwałych państw w północnych Chinach, powstałych w okresie podziału po upadku dynastii Han i po nieudanej unifikacji kraju przez Dynastię Jin, w tak zwanym okresie Szesnastu Królestw.
W 383 państwo wcześniejsze Qin próbowało zjednoczyć Chiny, ale po klęsce nad rzeką Fei uległo rozpadowi. Wódz Qin już wcześniej wysłał wywodzącego się z ludu Di, generała Lü Guanga, by ten podbił Kotlinę Tarymską. Na wieść o klęsce swego władcy Lü Guang ogłosił się władcą państwa, które uformował w Korytarzu Gansu, a które nazwał Liang. Państwo to miało charakter pół-chiński a pół-nomadyczny, podobnie jak inne państwa Liang w tym okresie i na tych terenach (które dzieliły nazwę, ale były rządzone przez różne grupy etniczne).